# Halaelurus buergeri
Halaelurus buergeri és una espècie de peix de la família dels esciliorrínids i de l'ordre dels carcariniformes.

## Morfologia
- Els mascles poden assolir 49 cm de longitud total.[1][2]

## Hàbitat
És un peix marí de clima subtropical que viu entre 80-100 m de fondària.

## Distribució geogràfica
Es troba al Japó, Corea, la Xina i Taiwan.